# Labeobarbus brevicauda
Labeobarbus brevicauda és una espècie de peix pertanyent a la família dels ciprínids.

## Hàbitat
És un peix d'aigua dolça, bentopelàgic i de clima tropical.

## Distribució geogràfica
Es troba a Àfrica: el llac Malawi.

## Observacions
És inofensiu per als humans.